# Blanca Cerro de Casanovas
Blanca Cerro de Casanovas (Tànger, Marroc, 20 d’abril de 1947) és una judoka i àrbitre catalana d'origen marroquí.
Resident a Barcelona des dels catorze anys, es formà a la pràctica del judo al Gimnàs Marín de la ciutat comtal. Cinturó negre de tercer dan, guanyà tres Campionats de Catalunya (1974, 1975, 1979) en la categoria de pesats i un d'Espanya (1975). També fou professora al seu club així com dirigí l'equip de la selecció espanyola en categoria infantil (1988). Desenvolupà exercí com a àrbitra de judo, destacant la final del Campionat d’Espanya júnior que dirigí com a jutge principal.